# Língua caroliniana
A língua caroliniana é uma língua austronésia originária das Ilhas Carolinas, mas falada nas Ilhas Marianas do Norte, onde é uma língua oficial, juntamente com o inglês e o chamorro, pelo povo caroliniano. O caroliniano é uma língua ameaçada de acordo com a ELCat, mas os dados disponíveis são escassos. Existem aproximadamente 3 100 falantes nativos de caroliniano no mundo. Esta língua tem 95% de similaridade lexical com o satawalesa, 88% com o woleaiano e o puluwatesa; 81% com mortlock; 78% com o chuquês e 74% com o ulithiano.

## Alfabeto
Havia 28 letras em 1977 que foram expandidas para 33 em 2004.
| Letra | Fonema | Nome  |
| ----- | ------ | ----- |
| a     | / a /  | aa    |
| á     | / æ /  | áá    |
| e     | / e /  | ee    |
| ė     | / ʌ /  | ėė    |
| i     | / i /  | ii    |
| o     | / o /  | oo    |
| ó     | / ɔ /  | óó    |
| u     | / u /  | uu    |
| ú     | / ɨɨ / | úú    |
| f     | / f /  | fii   |
| h     | / h /  | hii   |
| s     | / s /  | sii   |
| sch   | / ṣ /  | schii |
| gh    | / x /  | ghii  |
| k     | / kk / | kkii  |
| l     | / l /  | lii   |
| m     | / m /  | mii   |
| mw    | / mw / | mwii  |
| n     | / n /  | nii   |
| ng    | / ŋ /  | ngii  |
| p     | / p /  | pii   |
| pw    | / pw / | pwii  |
| bw    | / bw / | bwii  |
| r     | / r /  | rii   |
| rh    | / ŗ /  | rhii  |
| tch   | / ç /  | tchii |
| t     | / t /  | tii   |
| w     | / w /  | wii   |
| b     | / b /  | bii   |
| d     | / d /  | dii   |
| g     | / g /  | gii   |
| y     | / y /  | yii   |
| z     | / z /  | zii   |

## Escrita
Os Carolinianos utiveram uma ampla gama de experiências na seleção do sistema alfabético que usam. Por exemplo, muitos dos Carolinianos mais velhos conhecem pelo menos o alemão da ocupação alemã. Dependendo disso, as pessoas costumavam usar diacríticos de trema para escrever algumas vogais. Uma influência alemã também pode ser detectada na escrita da espirada coronal / s / como <sch>. No entanto, outros falantes usam seu conhecimento da ortografia Chamorro para escrever caroliniano. Como Chamorro possui três vogais fonêmicas a menos do que as Carolinianas e não inclui a distinção de extensão das vogais dos Carolinianos, a geminação consoante inicial ou os labiais velarizados, os sistemas individuais baseados em Chamorro continham muitos significados duplos. No entanto, outros carolinianos basearam sua ortografia em inglês, nenhum escritor individual poderia fazer uso do sistema.

### Fonologia
Consoantes
|           |               | Labial     | Alveolar | Retroflexa | Palatal | Velar | Glotal |
| --------- | ------------- | ---------- | -------- | ---------- | ------- | ----- | ------ |
| Oclusivas | plana         | p pː       | t tː     |            |         | kː    |        |
| Oclusivas | labial/sonora | bʷˠ, (pʷˠ) | d        |            |         | ɡ     |        |
| Africada  | Africada      |            |          | ʈ͡ʂːʲ       |         |       |        |
| Fricativa | Fricativa     | f fː       | s sː     | ʂ          |         | x     | h      |
| Nasal     | plana         | m mː       | n        |            |         | ŋ ŋː  |        |
| Nasal     | labial        | mʷˠ mʷˠː   |          |            |         |       |        |
| Líquida   | Líquida       |            | l lː, r  | ɻ          |         |       |        |
| Semivogal | Semivogal     | w          |          |            | j       |       |        |

A tabela mostra que a crista alveolar recebe contato com a lâmina da língua enquanto a ponta da língua faz contato em algum local nos dentes.
Fonemas vogais
|         | Anterior | Central | Posterior | Ditongos       |
| ------- | -------- | ------- | --------- | -------------- |
| Fechada | i        | ʉ       | u         | iu, eu, æu, ɐu |
| Medial  | e        | ɵ       | o         | ou, ɒu, ei, æi |
| Aberta  | æ        | ɐ       | ɒ         | ɐi, ui, oi, ɒi |

Todas as consoantes podem aparecer inicialmente, medialmente e finalmente. Na posição final, todos as obstruentes são obrigatoriamente liberados. Todas as consoantes, exceto / Ç /, não são aspiradas e todas as oclusivas e / x / são lenis. As consoantes / bw / e / mw / têm fechamento labial coarticulado e arredondado com um aumento da parte de trás da língua em direção ao velum. o / bw / geralmente é espirantizado para / βw / medialmente. O / r / é um trinado, que é surdo no final de palavras. Além disso, todas as consoantes únicas a seguir também podem ser geminadas inicialmente, medialmente e em sua representação abstrata, finalmente: / p, t, bw, f, s, m, mw, ŋ, l /.  O geminado / bw / é tornado surdo. Além disso, o carolino /kk/ é mas não apaece simples kk. Existem as cinco consoantes / ş, x, r, w, y /, que podem ser geradas medialmente na reduplicação produtiva. Os obstruentes dos geminados são tensos e geralmente dão a impressão de aspiração.
Além de seu vocabulário nativo, o Carolinian emprestou um vocabulário considerável de Chamorro, inglês e japonês. Compreensivelmente, isso levou ao empréstimo de alguns fonemas dessas línguas também. Embora esses fonemas apareçam apenas em palavras emprestadas, muitas dessas palavras seguem regras fonológicas carolinianas regulares e os segmentos internacionais são atribuídos da mesma maneira que os falantes nativos. Por exemplo, a palavra japonesa / dzori / significa chinelo é emprestada para Caroliniano e pode ser reduplicada. Então / dzodzdzoori / significa usar chinelos.

### Sílabas
A forma clássica das sílabas carolinesas é CV, CVC, CVVC ou CCVC.

### Morfologia
| Base    | Reduplicação | Significado                |
| ------- | ------------ | -------------------------- |
| loka    | e lollokka   | ela está usando sandálias  |
| xasulis | e xaxxasulis | Ele está vestindo calças   |
| tou     | e você       | Ele está esfaqueá-lo       |
| siliila | e sissiliils | Ela está usando um vestido |
| sooŋ    | e sossoŋ     | Ele está (com raiva)       |
| mwuŋo   | e mwumwmwuŋo | Ele esta comendo           |

### Estrutura de frase
As frases simples do caroliniano contêm dois constituintes principais, que são o substantiva do sujeito e o predicado. A ordem das palavras da língua Caroliniana é Sujeito – Verbo - Objeto]. A seguir, alguns exemplos dessas frases simples.
|    | Substantivo Sujeito | Predicado da Frase |           |
| -- | ------------------- | ------------------ | --------- |
| 1. | Wan                 | e seng             |           |
|    | John                | ele chora          |           |
|    | John                | está chorando      |           |
| 2. | Wan                 | e documento        |           |
|    | John                | ele médico         |           |
|    | John                | é médico           |           |
| 3. | e                   | bwel               | le-mwungo |
|    | ele                 | aspecto            | at-comer  |
|    | ele                 | começa             | comer     |
| 4. | E-sáál              | mwungo             |           |
|    | ele ainda não       | comido             |           |
|    | ele não tem         | ainda comido       |           |
| 5. | Eu                  | e-bwe              | mwungo    |
|    | ele                 | ele vai            | comer     |

## Vocabulário
Alguns pesquisadores indicam que o idioma carolino seria a metade ocidental do continuum linguístico. Em ambos os casos, a próxima língua irmã do Caroliniano é invariavelmente descrita como  satawalês. O caroliniano tem um pouco mais de comum com a  woleaiano, o  Mortlockês do que com o olowat- pulusuk ou satawalês , mas com Polowat-Pulusuk mostrando um pouco mais de influência do que os satawaleses. O estoque lexical é um domínio nas línguas Chuukic que pode contribuir substancialmente para a busca de como o carolino é colocado em ordem para seus idiomas de origem, uma vez que existe uma quantidade significativa de diversidade entre os léxicos dos idiomas. Isso é verdade mesmo que cada idioma tenha uma semelhança lexical de 50% (muito alta) com todos os outros membros do Continuum. No entanto, isso ainda deixa os 50% restantes para encontrar diferenças entre as línguas, e isso provará ser suficiente para refinar as linhas carolinianas de herança lexical.

## História

### Antiga
A língua Caroliniana vem de idiomas e dialetos intimamente relacionados. É um membro da família das línguas austronésias. Os primeiros residentes foram os austronésios, que vieram de aborígines de Taiwan. Em 1652, os europeus começaram a viver nas Ilhas Carolinas e já falavam a língua. Mais tarde, as pessoas se comunicavam com os europeus nas principais áreas linguísticas da língua caroliniana no final dos anos 1600. Entre 1795 e 1797, um oficial espanhol em Guam, Don Luis de Torres, começou a estudar a língua caroliniana e descobriu seu dialeto. Durante os anos 1700, houve mais de duas viagens de deriva carolinesas para as Filipinas e mais de quatro viagens de deriva para Guam. As viagens espalharam muitas informações sobre a cultura e a língua Carolinianas de ilhas externas durante o mesmo período.
Durante os anos 1800, havia uma série de razões para a manutenção das viagens entre ilhas e, assim, surgiu um continuum da língua caroliniana. Além da necessidade de sobreviver, também trazia muitos benefícios para a comunicação, o comércio e as relações familiares. A evolução da língua Caroliniana teria mudado uma vez que o povo Caroliniano se mudasse para Saipan, sob a ocupação dos Chamorros. No entanto, Saipan foi abandonada em aproximadamente 1815. Devido aos espanhóis, os carolíngios tinham uma bela fronteira imperturbável por si mesmos. O grupo original de falantes carolinianos vivendo Saipan] seriam os primeiros falantes do Caroliniano. Além disso, toda migração dos atóis adicionais teria adicionado muitos idiomas complexos durante esse período. Seria bom contar os estágios da evolução da fala em Saipan, com base nas camadas contínuas de “mistura” desde o período inicial até hoje.
Para isso, seria necessária informação detalhada sobre todas as migrações de 1815 até os tempos modernos. No entanto, os registros históricos de movimentos de conflito de Saipans uns com os outros em certos pontos ao longo do caminho, e às vezes é difícil saber qual grupo precedeu qual. A forma de falar sobre Saipan não teve a oportunidade de especificar durante o século XIX. Alguns falantes indo e vindo entre Saipan e os atóis indicaram que o idioma estava em constante estado de mudança.

### Recente
Quando as imigrações vieram de atóis a leste de Satawal, a população de Carolinianos nas Ilhas Marianas do Norte começou a sofrer uma grande mudança após a década de 1850. De 1865 a 1868, um empresário do inglês,, HG Johnson, transferiu cerca de 1.500 carolinianos para as Marianas para ajudar a administrar suas plantações em Guam, Rota e Tinian. Esse número de habitantes, incluindo Carolinianos de Pollan, é incerto. Seguir o caminho daqueles 1.500 carolinianos de suas primeiras ilhas para a ilha da primeira missão em 1865 a 1869 e depois para seu último destino no final do século XX foi algi muito desafiador. Os espanhóis fizeram muros de pedra em Tinian até que os carolinianos se mudaram para Saipan.
Quando os americanos tomaram conta de Guam, em 1898, os carolinianos da vila Maria Cristina ainda estavam lá. Além disso, os ocupantes tentaram exigir que os carolineses em Guam vestissem suas roupas ocidentais habituais. Isso não estava indo muito bem, e os carolinianos ainda usavam seus trajes tradicionais. Quase todas as migrações que levaram à população da comunidade caroliniana em Saipan ocorreram em 1911. Além disso, nenhuma viagem registrou-se após cerca de 1905. Especificamente, o maior afluxo de Carolinianos para Saipan ocorreu entre 1905. e 1907. Especialmente quando navios alemães navios que usavam centenas de Mortlockeses e outros habitantes de atóis Saipan devido à devastação causada pelo tufão nas ilhas exteriores em 1907. Não houve qualquer impacto nos traços linguísticos do idioma caroliniano então utilizado. Isso decorre do fato de que as migrações foram direcionadas para áreas longe das aldeias estabelecidas. Muitos ilhéus retornaram às suas casas originais assim que a colheita nas ilhas exteriores se recuperou do tufão de 1907, que foi um movimento crucial para a história carolinianaa influenciar as mudanças de idioma. Apenas algumas pessoas que compartilharam dessas migrações forçadas permaneceram em Saipan
Hoje, os Carolinianos de Saipan do norte e do sul se espalharam por diversas áreas povoadas, incluindo novas áreas de Kagman, construídas pelo governo na costa leste. Dois eventos começaram o processo pelo qual os Carolinianos de Saipan começaram a se reconectar com suas raízes nas ilhas externas na década de 1970. O primeiro foi um navegador que fez uma viagem das ilhas exteriores para Saipan em 1969, num lapso de 60 ou 70 anos. Os Carolinianos de Saipan estavam na corrente dominante dos Estados Unidos e a influência global em uma nova realidade política destinada a eles. O impacto do rádio, material impresso e a adição de TVs, aparelhos de vídeo e videogames em praticamente todas as residências carolinesas garantiriam que sua cultura nunca desapareça. Embora seja verdade que uma certa quantidade de aspectos autênticos e entrincheirados da língua e cultura carolineses possa persistir no futuro, o novo arranjo teria um enorme impacto sobre o idioma. Ainda havia um interesse genuíno em preservar os idiomas nativos. No entanto, a realidade é diferente do que as pessoas planejam.

## Cultura
Conforme  a história da língua, é fundamental mostrar respeito à cultura caroliniana, especialmente para os idosos.
- Primeiro, as mulheres carolinesas devem usar palavras precisas ao falar com seus irmãos e outros parentes homens. Além disso, outra maneira pela qual uma mulher deve mostrar respeito por seus irmãos ou parentes do sexo masculino é quando os irmãos estão sentados, e ela precisa se levantar para fazer algo, ela deve dobrar as costas enquanto passa por ele, e sua cabeça não deve estar mais alta do que o homem. Essas são normas da cultura caroliniana. Além disso, não é bom uma mulher ir à frente dos irmãos quando passam; els deveriam dar a volta por trás deles. Isso mostra um idioma que é inseparável de sua cultura.
- Segundo, os pratos não podem ser compartilhados entre irmã e irmão. Os pratos usados pelos machos não devem ser usados pelas fêmeas, exceto pela mãe do homem. Além disso, os quartos das mulheres são restritos. Por exemplo, irmãos e parentes do sexo masculino não devem entrar no quarto de sua irmã ou parente feminino. As meninas devem ter cuidado com suas coisas pessoais, como roupas íntimas, que não devem ser vistas por seus irmãos; depois de lavar as roupas, devem pendurá-las para secar em um local separado. As fêmeas não podem dar um tapa no irmão, pentear os cabelos, coçar suas costas e tocar seu rosto.
- Terceiro, há uma certa idade em que uma garota deve estar fazendo algumas coisas. Assim que ela menstrua, esta é a idade inicial. Nas ilhas externas das Carolinas, quando uma garota atinge seu período, ela é colocada em uma casa específica, onde é cuidada pela avó ou por mulheres idosas. Seu rosto é colorido de laranja e toda a comunidade sabe que ela ficou nessa idade. Em Saipan, as pessoas já pararam a prática de uma casa especial e colori o rosto durante a Segunda Guerra Mundial. Muitos carolíngios ainda praticam todas as maneiras de mostrar respeito a isso até hoje.

- Por último, há respeito demonstrado entre homens mais velhos e homens mais jovens. Por exemplo, os homens mais jovens não devem opinar numa reunião, a menos que sejam convidados pelos homens mais velhos. Os homens mais jovens devem respeitar os homens mais velhos e ficar calados diante deles, a menos que essa permissão para falar seja concedida. Geralmente, há um líder que deve ser respeitado e sua decisão deve ser seguida. Além disso, o marido deve respeitar os irmãos e os parentes de sua esposa. Quando eles precisam de algo, se o marido faz sexo com a esposa, ele deve, em troca, ajudar os irmãos dela. Ele deve fazer seus planos se encaixarem nos planos deles. Por exemplo, se eles precisam usar o carro dele, espera-se que ele os deixe usá-lo. Ele deve levar comida local para a festa da família

.

### Comitê de Ortografia de Saipan
Uma reunião preliminar foi convocada na sala de conferências do Departamento de Educação da Sede em 21 de julho de 1976. O local foi decidido em parte porque equidistante das comunidades carolinesas do norte e do sul. O objetivo foi revisar as etapas iniciais para a criação de uma ortografia aceitável para ambas as comunidades e selecionar os membros do comitê de ortografia. A conferência oficial de ortografia foi realizada de 26 de julho a 4 de agosto de 1976 e foi aberta com um discurso do Diretor de Educação das Marianas. O Sr. Jesus M. Conception, representantes do Departamento de Educação das Ilhas Marianas e do Comitê de Ortografia de Chamorro também atacaram a convenção de maneira irregular. A primeira decisão foi que nenhum dialeto seria escolhido como oficial para documentos escolares e governamentais. Em outras palavras, o comitê concordou em escolher um sistema padrão de apresentação das pronúncias dos três dialetos, e os carolinianos devem usar esse sistema para refletir as pronúncias específicas do dialeto. Portanto, os professores não aplicariam as formas exclusivas de um dialeto, mas permitiriam que os alunos usassem a ortografia corretamente para o dialeto que falam.

## Ortografias
- 1. A maioria dos Carolinianos de Saipan é bilíngue ou trilíngue. Sua escrita refletiu muitos sistemas ortográficos de línguas estrangeiras. Apesar da perfeição da escrita Caroliniana, as seguintes generalizações podem ser feitas. Primeiro, as consoantes vulgarizadas / bw, mw, pw / costumavam ser escritas como dígrafos quando as seguintes vogais são desenroladas. No entanto, / w / ou / u / praticamente nunca foi indicado antes de vogais arredondadas ou palavra finalmente. Esse fenômeno pode ser atribuído à escrita da [língua chamorro|Chamorro]]; existe um deslize velar arredondado que ocorre somente após consoantes e somente antes de vogais não arredondadas. Os carolíngios parecem ter interpretado suas consoantes vulgarizadas como consoantes comuns seguidas de deslizamentos, como os telefones Chamorro. Por exemplo, libual significa buraco para / libwal /, mas lib significa buraco para / liibw / a forma imual para / imwal / significa sua casa, mas imom / imwɔmw / significa sua casa, puel para / pwpwel / significa sujeira, mas po para / pwo / significa peso.
- 2  . As consoantes geminadas não foram representadas como inicialmente e finalmente, embora algumas pessoas escrevessem consoantes geminadas medialmente. Isto é quase certamente um resultado da influência do Chamorro. Os únicos geminados em Chamorro são mediais e, como conseqüência, somente esses geminados são refletidos por escrito. Por exemplo, pi / ppii / significa areia, lepi,  'leppi'  para / leppi / significa praia, areia, milha, mille para / mille / significa este. lol para / llɔl / significa nele.
- 3. Carolinianos estão acostumados com os 5 símbolos das vogais do alfabeto latino. Essas foram utilizados para identificar as 9 vogais distintas da língua caroliniana.
- 4. As vogais longas não foram representadas talvez devido ao impacto do Chamorro, pois não há vogais longas distintas nesse idioma. Por exemplo, fi / fii / significa estrela, conjunto / sææt / significa mar il para / iil / significa mãe.
- 5. Ao escrever regularidades morfofonêmicas, como as qualidades previsíveis das vogais antes dos sufixos possessivos, os carolinianos não prestaram atenção aos regulamentos subjacentes. No lado do pedido, eles se concentram totalmente nos telefones de superfície. É o mesmo que a prática de Chamorro e também para a maioria das outras ortografias.
- 6. Os sufixos direcionais eram geralmente anexados aos verbos anteriores. Por exemplo, muatiu / mɔɔttiu / significa sentar, mela / mæællæ / significa morrer,'touo  '/ towou / significa sair.
- 7. O pronome do sujeito era quase invariavelmente anexado a qualquer parte da frase verbal imediatamente a seguir. Por exemplo, o marcador negativo, o marcador de aspecto, um advérbio de aspecto ou o próprio verbo. ese / e se / significa que esse não,'ebue'/ / bwe / significa que 'sim', 'eke', egha  / e kke, e ghal / significa ele progressivo e emuel / e mwmwel / significa que ele pode.
- 8. Quando os determinantes eram singulares, geralmente eram conectados ao substantivo anterior. Por exemplo, mualue / mwææl-we / significa aquele homem mualie / mwææl-ie / significa este homem. Determinantes plurais, geralmente escritos em separado. Por exemplo, mual kal / mwææl + kkaal / significa esses homens mual kalal / mwææl kke + laal / significa aqueles homens mual keue / mwææl kke + nós / significa aqueles homens no passado.
- 9. Às vezes, os pronomes de objetos mais longos foram separados do radical verbal anterior, enquanto os pronomes mais curtos são idênticos. Por exemplo, e werieiV significa que ele me vê, contra e Vri ghisch significa que ele nos vê.
- 10. Às vezes, os morfemas não eram escritos se fossem assimilados fonologicamente a outros morfemas. Por exemplo, ito para / i + itto / significa que eu venho.[7][7]